# وترلو (کارولینای جنوبی)
وترلو(به انگلیسی: Waterloo) شهری در ایالت کارولینای جنوبی کشور ایالات متحده آمریکا است که جمعیت آن در سرشماری سال ۲۰۱۰ میلادی، ۱۶۶ نفر بوده‌است.